# Naqada
|  | Per a altres significats, vegeu «Nubt». |

Localització de Naqada

Naqada és el nom que rep una cultura predinàstica d'Egipte entre el 4000 aC i el 3000 aC, del nom del llogaret de Naqada, a la vora oest del Nil, 25 km al nord de Luxor. Les primeres excavacions les van fer Sir W. M. Flinders Petrie i James Quibell del Col·legi Universitari de Londres, i John Garstang de la Universitat de Liverpool, i van trobar proves d'una cultura que va fer eclosió vers el 3800 aC i que va tenir una continuïtat cultural durant gairebé un mil·lenni, arribant fins a Núbia (Hemamein).
Es divideix en:
- Naqada I (Amratià)
- Naqada II (Gerzeà)
- Naqada III

Inicialment la Naqada I fou anomenada cultura Amratiana per Petrie, però Kaiser el 1957 va donar-li el nom de Naqada mentre Amratià s'aplicava al període, per fer més incidència en el fet de la continuïtat cultural entre les tres fases de Naqada.

## Sedentarització
Entre el 4000 i 3000 aC, la regió del Nil atrau una important comunitat de caçadors i recol·lectors, per les extremes condicions dels territoris del voltant, mentre que el riu oferia grans quantitats de recursos, afavorint la sedentarització al delta i a Núbia.

## Descobriments
Durant el període, diversos descobriments van contribuir al desenvolupament de la societat civilitzada, com les eines de coure, les edificacions d'adobe, els tractaments de les pells d'animals, i la veneració dels déus.

## La ciutat de Naqada
En egipci antic Naqada s'anomenava Nubt, i fou la primera ciutat estat o confederació regional que va exercir l'hegemonia a l'inici del període Naqada II (estadis IIa i IIb), hegemonia que després va passar a Hierakonpolis (Naqada IIc i IId). Anomenada de vegades confederació del Nubt se suposa que va iniciar-se ja durant el període Naqada I com una ciutat estructurada com entitat política que per alguna raó, probablement econòmica, va esdevenir una important ciutat estat i va sotmetre per via de la força o de la persuasió a algunes ciutats menors que al seu torn formaven entitats polítiques menys importants. La seva hegemonia cal situar-la no abans del 3500 aC i fins vers el 3300 aC.
Els grecs la van anomenar Ombos i més tard els àrabs Tukh. Cal no confondre aquesta ciutat amb la moderna Kom Ombo que fou la clàssica Ombos i antigament es va dir Nubt (Ciutat de deu).
A la ciutat hi ha les restes d'un temple dedicat a Seth construït probablement per Tuthmosis I, Tuthmosis III, Amenhotep II, i algun altra sobirà de l'època. A la ciutat es va trobar el ceptre d'Amenhotep III, avui a un museu de Londres.